# Інститут екології Карпат НАН України
Інститу́т еколо́гії Карпа́т НАН Украї́ни — державна наукова установа Національної академії наук України, входить до складу Відділення загальної біології НАН України.

## Наукові напрямки
Головним завданням Інституту є здійснення фундаментальних і прикладних досліджень з метою одержання нових наукових знань у галузях екології, екосистемології, геосоціосистемології, ботаніки, зоології, охорони природи, екоморфогенезу рослин і популяційної екології, сприяння науково-технічному прогресові та соціально-економічному й духовному розвиткові суспільства.
Від 2000 року Інститут публікує періодичне видання (тематичний збірник) «Наукові основи збереження біотичної різноманітності».
Щорічно Інститут проводить набір до аспірантури з відривом та без відриву від виробництва за спеціальностями 03.00.05 — ботаніка та 03.00.16 — екологія.
Інституту належить Біологічний стаціонар на полонині Пожижевській.

## Історія
Інститут екології Карпат створений згідно з постановою Президії НАН України № 275 від 22 жовтня 1991 року на базі Львівського відділення Інституту ботаніки ім. М. Г. Холодного НАН України, у свою чергу сформованого в 1974 році з трьох відділів Державного природознавчого музею АН УРСР та відділу морфогенезу рослин цього інституту.
Директори інституту:
- 1991—2007 рр. — Голубець Михайло Андрійович
- 2007—2020 рр. — Козловський Микола Павлович
- з 2020 — Данилик Іван Миколайович

## Науковці
В інституті за час його існування працювали або працюють такі визначні вчені:
- О. Демків
- Г. Жиляєв
- В. Кияк
- Ю. Кобів
- І. Козак
- М. Козловський
- В. Коліщук
- член-кореспондент АН УРСР А. Лазаренко
- академік НАН України М. Голубець, з 2008 року по 2016 — почесний директор інституту
- К. Малиновський
- Л. Мілкіна
- М. П. Рудишин
- С. Стойко
- Л. Тасєнкевич
- Ю. Чернобай
- Й. Царик